# احمد بن طیب سرخسی
احمد بن طیب سرخسی با کنیهٔ ابوالعبّاس (؟ -۸۹۹م)، تاریخ‌نگار، سیاست‌دان، زبان‌شناس و فیلسوف ایرانی در سدهٔ سوم هجری بود که در رشته‌های تاریخ، سیاست، موسیقی، ادبیات و زبان عربی سرآمد بود، در بغداد، به‌عنوان مشاورِ خلیفه متعضد عباسی گرامی داشته می‌شد.
ابوالعباس معلم معتضد و ندیم او بود و از مشاوران شخصی خلیفه به شمار می‌رفت. احمد به امر خلیفه عباسی به قتل رسید.
طیب در زمینه شعر و ادبیات ممتاز بود و کتاب‌های بسیاری در مورد منطق، جغرافیا، موسیقی، تاریخ، ادب، علوم، فلسفه، ریاضی، سیاست و نجوم تألیف کرده است.

## تالیفات
- کتاب القیان
- ادب الملوک
- السیاسه
- الدلاله
- اللهو و الملاهی
- الجلساء و المجالسه
- الشطرنج
- انولو طیقا
- الارثماطیقی
- الجبر و المقابله
- المدخل الی علم الموسیقی
- السالک والممالک